# オットー・ワームビア
オットー・フレデリック・ワームビア（Otto Frederick Warmbier、1994年12月12日 - 2017年6月19日）は、アメリカ合衆国・オハイオ州出身のバージニア大学の学生。2015年末から2016年初めにかけて実施された北朝鮮へのツアーに参加中に北朝鮮当局に拘束され、2017年6月に昏睡状態で帰国しその後死亡した。

## 経歴
ワームビアは1994年にオハイオ州シンシナティにて生まれ、家族はドイツ北西部からの移民系の父・ユダヤ系の母・弟・妹。2013年にワイオミング高校をサルタトリアン（クラスの次席で卒業式で来賓に祝辞を述べる役割）として卒業し、バージニア大学に進学し商学と経済を学んでいた。
2016年1月1日、ワームビアは中国の観光ツアー会社ヤング・パイオニア・ツアーズ主催の年越しツアーで北朝鮮を観光中、羊角島国際ホテルの政治宣伝ポスターなどを盗もうとした容疑をかけられ、1月2日の帰りの便への搭乗前に平壌空港にて「オハイオ州ワイオミングにあるキリスト教の友情連合メソジスト教会の指示を受けて1万ドルをもらい、政治宣伝のポスターをはがそうとした」という罪で北朝鮮当局に拘束された。他に10名のアメリカ人も同行していた。ワームビアが北朝鮮当局の主張通り本当にポスターを盗もうとしたかは不明であるが、ワームビアと同室に宿泊していたツアー参加者によると事件があったとされる1月1日の未明、2時間にわたってワームビアの行動が不明な時間があった。
同年2月29日に記者会見を行い、「兄と妹は私を必要としている」「私は人間であり、人生で最悪の過ちを犯してしまったことをあなたたちが見ていることを願っています」と述べ、敵対行為を認めたと語った。3月16日、北朝鮮の最高裁判所は、ワームビアの行動が国家転覆陰謀罪に当たるとして労働教化刑15年を宣告した。ワームビア家はキリスト教徒ではなくユダヤ教徒であることを知らないことが背景にある北朝鮮のでたらめな主張にもかかわらず、北朝鮮を刺激しないためにユダヤ教の信者だという事実を対外的に公表しなかった。イスラエルのメディアなどによると米国の交渉チームもワームビア家の選択に従い北朝鮮を驚かせないように交渉でさえこの事実には言及しなかった。朝鮮日報は息子が抑留された状況でも韓国では頻繁な遺族による感情的対応をせず、極めて冷静さを保ったことを驚異であると肯定的に報道した。
後に北朝鮮当局が提示した脳のスキャン写真や、アメリカ政府の救出チームに対して北朝鮮側の医師が行った説明などから、ワームビアは判決を受けた3月16日前後から4月にかけてのどこかで昏睡状態に陥ったと考えられている。
2017年6月6日、アメリカ国務省のジョセフ・ユン政府特別代表はニューヨークで北朝鮮の国連大使と接触し、ワームビアが昏睡状態であることを把握。ユンはドナルド・トランプ大統領の指示を受け、6月12日に医療チームと共に訪朝して解放の交渉が行われた。救出にはリチャードソンセンターNGO勤務ミッキー・バーグマンが家族から依頼を受け解放交渉に動いたことが明らかにされている。
6月にワームビアは昏睡状態で解放されるが、帰国後の6月19日に死亡した。昏睡状態になった理由は、労働教化中の拷問と殴打の可能性が非常に高いとされており、米国の医師らにも確認されているが北朝鮮側は拷問と殴打を否定。北朝鮮側は2016年3月からボツリヌス症による昏睡状態となっていると主張したが、ワームビアの治療を担当したオハイオ州シンシナティ大学病院の医師はこれを強く否定し「植物状態で目は開くが、言葉を発することはできない。ボツリヌス菌の中毒症状は見られない。脳の大部分の細胞が損傷している。心拍停止によって脳に酸素が送られなかった時に生じる典型的な症状である」と説明した。ワームビアの両親は9月26日のFOXニュース情報番組『フォックス・アンド・フレンズ』に出演し、父フレッドは「息子は体を動かし激しく痙攣していて、うなり声を上げ、人間でないような音を出していた。髪の毛は剃ってあり、目が見えず耳が聞こえない状態で、腕と脚は完全に変形しており、足には大きな傷があり、誰かがペンチを使って下の歯並びを変えたようだった。組織的に拷問され、金正恩とその体制に意図的に危害を加えられた。これは事故じゃない」と語り、母シンディーは「北朝鮮が送還を許したのは、自分たちの国で死なせたくなかったから。米国人は北朝鮮に旅行しないでほしい。訪問すれば政治的宣伝に使おうとする北朝鮮の思う壺だ」と語った。6月22日にワームビアの出身校であるワイオミング高等学校にて葬儀が営まれ、両親・教職員・元同級生・ユン大使など約2500名が参列した。

## 米朝関係

### 北朝鮮外務省の主張
拘束理由として、オハイオ州ワイオミングのキリスト教会から依頼を受けて、政治宣伝のポスターをはがそうとしたと主張した。しかし、オットーがユダヤ教徒である事実を知らなかったことから主張の虚偽を指摘されている。
2017年6月23日、北朝鮮外務省の報道官は、下記のように主張している。
「米国内でワームビアが死亡したのが、労働教化中に拷問と殴打を受けたためという事実無根の噂が流れている」「ワームビアの生命兆候が正常だったのに、米国に帰ってから1週間も経たないうちに急死したのは、我々にとっても謎」「それほどに米国民の安寧に対して関心を持っているなら、どうして米国政府はオバマ政権時代にワームビアの人道主義的釈放問題を一度も私たちに公式に要請しなかったのか。その答えは米国が自らに求めるべきだ」「ワームビアは我々に対する極度の敵対感と抵抗感にとらわれ、対話を拒否してきたオバマの戦略的忍耐政策の犠牲者」「このような事実を全面的に歪曲し、故意的で反共和国非難騒動を起こして、尊厳の高いわが国に対する報復と圧力を語ることこそが、我々に対する挑戦であり、政治的謀略」「明確にしておくが、今回の事件による最大の被害者は我々」「米国で行われている反共和国、非難合戦は我々にとって、敵に対する人道的、寛容性は禁物であり、法の刃をさらに鋭く研いでおかなければならないという決心を固めさせるもの」「米国は、彼らの軽挙妄動がもたらすの禍について熟慮すべきだ」。

### 米国の対応
アメリカ政府は2016年1月に北朝鮮の判決である労働教化刑15年は北朝鮮の主張する起訴理由の刑罰にしては重すぎると非難した。
ワームビアの死亡を受け、2017年7月21日にトランプ政権は米国民の北朝鮮への観光の禁止と米国務省による渡航許可制を発表した。米国務省は北朝鮮への渡航を認可する条件に遺言状の作成と葬儀の手配を挙げた。
10月24日にはアメリカ合衆国下院でワームビアに因み、北朝鮮政府と取引する外国政府や北朝鮮労働者を雇用した外国企業に定められた数量以上の石炭、鉱物、繊維、原油、石油製品の輸出入を行った場合に義務的に制裁を科するよう定め、北朝鮮制裁の対象になった個人と取引する海外金融機関に対しては米国内の資産を凍結し、口座の開設を制限するようにしたオットー・ワームビア法案（HR 3898）が可決された。ワームビア家はこれに感謝を表明した。
11月20日、トランプ大統領はワームビアの事件や金正男暗殺事件を例に挙げて「北朝鮮は世界を核で脅してるだけでなく、引き続き国際テロを支援している」「もっと何年も前に再指定されるべきだった」として北朝鮮を9年ぶりにテロ支援国家に再指定することと追加制裁の意向を表明した。
2018年1月31日、トランプ大統領は初の一般教書演説でアメリカ合衆国議会にワームビアの両親と脱北者を招いて異例の5分超にわたって北朝鮮を非難したくだりではワームビアの両親を最初に紹介して「妥協してきた歴代政権の失敗は繰り返さず、最大限の圧力をかけ続ける」と述べた。
2018年2月4日、2018年平昌オリンピックの開会式に米代表団の団長として出席するペンス副大統領はワームビアの両親を同行させると発表した。開会式直前にはペンスと共に脱北者と面会した。これに北朝鮮は強く反発した。
2018年4月、ワームビアの両親は外国主権免責法に基づいて北朝鮮を提訴した。同年12月24日、ワシントン連邦地方裁判所は拷問、人質、裁判なき超法規的な殺人、両親が負った被害について北朝鮮は責任を負うとして、5億100万ドル（約550億円）の支払いを命じる判決を言い渡した。朝鮮日報はこれまでワームビア家が行ってきた北朝鮮への行動について、韓国歴代のいかなる政権も出来なかったレベルだと評価し、「ひょっとすると歴史は、『22歳のユダヤ人青年の不幸な死が北朝鮮民主化の呼び水となった』と記録するかもしれない」と報道した。

## 異論
ワームビアが拘束されるに至った経緯、拘束中の待遇、昏睡状態に陥った理由に関しては異論があり、中にはアメリカ政府およびワームビア家側の主張と食い違う証言や情報も出ている。
ワームビアの拘束理由について北朝鮮当局は羊角島国際ホテル内でのポスター窃盗未遂であると主張し、ワームビア本人も記者会見で同じように証言しているが、実際には金正恩の顔写真が掲載された労働新聞で靴を包み、金正恩の顔写真に泥を付けたことで北朝鮮当局が激高して拘束されたとの説がある。北朝鮮において最高指導者の写真を踏みつける行為は重罪であり、宮塚利雄によると過去には映画『プルガサリ 伝説の大怪獣』に出演した薩摩剣八郎が滞在中、金日成の顔写真が掲載された労働新聞を尻に敷いたとして北朝鮮側の関係者が騒ぐ事件が起きていることから、ワームビアが最高指導者の写真を粗末に扱ったことで拘束された可能性は十分にあるという。
ワームビアの遺体所見に関してであるが、先述したようにワームビア家側は激しい拷問の痕が遺体に残っていたと主張している。しかし、ワームビアの遺体の検視を担当した監察医は「拷問を受けた明らかな痕跡は見つからず、骨折や歯の損傷も見受けられなかった」と証言し、脳損傷に関しては心肺停止による低酸素状態に起因することを示唆する所見であり、暴行によるものとは見にくいとの見解も示した。ワームビアの脳損傷に関してはクロイツフェルト・ヤコブ病に起因するものであるとの指摘があり、ワームビアが北京出発前の時点ですでに頭痛を訴えて旅行のキャンセルを申し出ていたことから、脳損傷は北朝鮮入国前の時点ですでに発生していた可能性があるほか、ワームビアが長年グレコローマンレスリングのチームに所属していたことから、試合中の脳震盪の影響を受けていたともいわれている。いずれにせよ、ワームビア家側がワームビアの遺体の司法解剖を拒否し、非侵襲的なスキャンや検視に留めたため、明確な死因は明らかとはなっていない。
北朝鮮当局にとって外国人被拘束者は自国の外交やプロパガンダに利用する「人質」であり、ワームビアが生前出席したような記者会見を行う必要性があることから、外国人被拘束者に対して肉体的な拷問を行うことはあまりないという指摘がある。実際、アメリカ政府の救出チームの一員として平壌入りした救急医がワームビアを診察したところ、ワームビアの体には1年以上昏睡状態であったにも関わらず床ずれが1つもなく、北朝鮮当局は主張通りワームビアに対し手厚い看護を行っていた。
一方、北朝鮮当局が過去に、外国人被拘束者に対し性拷問を行ったとする証言や、連日のように長時間（1日15時間）の取り調べを行い、その際に精神的拷問を加えたという証言がある。これまでに北朝鮮当局が拘束したアメリカ人のうち2人が自殺を図ったことが知られており、昏睡状態に陥るまでのワームビアがどのような状況であったかは定かではないが、苛烈な精神的拷問で追い込まれていたところに労働教化15年の判決を受けて絶望のあまり自殺を図り、それにより昏睡状態に陥った可能性が示唆されている。